# Juan de Cervantes (licenciado)
Juan de Cervantes (Córdoba, 1470 - Córdoba, 1556) fue un funcionario y letrado español que desempeñó los cargos de corregidor de la ciudad de Cuenca, teniente de corregidor y alcalde mayor interino de la ciudad de Córdoba, del Estado de Baena y Condado de Cabra, entre otros. Fue el abuelo paterno del célebre escritor Miguel de Cervantes.

## Biografía
Juan de Cervantes era hijo de Ruy Díaz de Cervantes y Catalina de Cabrera y nieto paterno de Pedro Díaz de Cervantes, comendador de Alcalá de Henares.
Juan de Cervantes se recibió como licenciado en derecho en la Universidad de Salamanca y, regresando después a su Córdoba natal, contrajo nupcias con Leonor Fernández de Torreblanca alrededor del 1500. De este matrimonio nacieron cuatro hijos: Juan (que murió prematuramente), María (célebre por sus relaciones amorosas con un personaje destacado de la época), Rodrigo (padre de Miguel de Cervantes) y Andrés, que llegó a ser alcalde de Cabra.
Fue nombrado alcalde mayor del Estado de Baena, Condado de Cabra, Vizcondado de Iznájar y Señorío de Baena, el 18 de agosto de 1541 por el duque de Sessa. Hay testimonios de su estancia en la ciudad de Cabra, Baena y Osuna.
Durante varios años su esposa Leonor le acompañó por los diferentes destinos que hubo de cubrir en el desempeño de su brillante carrera al servicio de la Administración pública o de grandes familias nobiliarias, aunque, a partir de 1538, permaneció separada de él, al cuidado de su familia y del hogar emplazado en Alcalá de Henares, mientras Juan de Cervantes se desentendía de sus cargas familiares para regresar a su Córdoba natal. Su esposa tuvo que afrontar, a partir de entonces, con admirable arrojo las dificultades económicas que empezaron a apretar a los suyos, mientras el cabeza de familia vivía holgadamente en su ciudad natal, atendido por esclavos y criados.
Llegó a ejercer como abogado del Real Fisco de la Santa Inquisición en Córdoba, así como abogado del rey en la misma ciudad, teniente de corregidor de Alcalá de Henares, alcalde mayor interino de Córdoba, y desde 1517 su teniente de corregidor. En 1523 fue nombrado corregidor de Cuenca.